# ラジシャヒ
ラジシャヒ（ベンガル語: রাজশাহী、英語: Rajshahi）は、バングラデシュ西部、インドとの国境近くに位置する、人口数で国内第4位の都市である。ラッシャヒとも表記される。
北西から南東へ蛇行しながら流れるパドマ川（ガンジス川）の左岸に南面する。面積96.69平方キロメートル、人口647,545人（2005年）。バングラデシュ西部地域の政治、経済、文化、交通の中心地である。ラジシャヒ管区の管轄本庁およびラジシャヒ県の県庁所在地で、特に、絹製品が有名である。

## 沿革
ラジシャヒが、この地方の政治の中心となったのは、ムガル帝国時代の1825年。約40キロメートル東に位置するナトールに置かれていた、この地域一帯を管轄する政庁が移された。既にイギリス東インド会社の商館が置かれ、交易の拠点となっていたこの地に、徴税業務などの役所も移転した方が植民地統治に便利だったためである。その後、1857年にセポイの乱が起きると、ラジシャヒにはヨーロッパ人によって編成された義勇軍の司令部が設置され、周辺の反乱鎮圧にあたった。1876年に地方自治体（町）となり、1991年に市に昇格した。

## 産業
周辺地域の土壌が桑の生育に適していたため、古くから養蚕業が盛んで、生産された繭はラジシャヒに集められ、ここで生糸にされ、さらに絹織物に加工され各地に出荷される。ラジシャヒ産の絹サリーは、バングラデシュはもとより、他のイスラム文化圏においても評判が高い。その他、マンゴー、ライチ（レイシ）、米、小麦、サトウキビ、植物油脂原料、ジュート（コウマ・シマツナソ）、インディゴなどの農産物の集散、加工が主な産業である。

## 文化
市内には、ラジシャヒ大学とバレンドラ博物館がある。ラジシャヒ大学は、1953年に、国内3番目の総合大学として設立された。バレンドラ博物館は、1910年に設立された考古学および地域文化博物館。モヘンジョダロの遺物が豊富に収集されており、また、16世紀から19世紀までのヒンドゥー教、仏教、イスラム教に関する興味深い遺物も多い。この博物館は無料で見学できる。

## 交通
首都ダッカへは、自動車で270キロメートルの道のり（直線距離では約200キロメートル）、ラジシャヒ空港から空路で約30分である。鉄道は、市内中央を東西に横断している。ダッカへは一日3便の特急列車が運行されており、所要時間は約6時間である。ジャムナ川（ブラマプトラ川）に橋がかかる前は、列車と連絡船の乗り換えが必要であったため、特急列車で約17時間掛かっていた。